# Badiza cauxa
Badiza cauxa là một loài bướm đêm trong họ Noctuidae.